# Льюис, Мэтью Грегори
Мэтью Грегори Льюис (англ. Lewis, Matthew Gregory, 9 июля 1775, Лондон — 14 мая 1818, на море по пути из Вест-Индии) — английский романист и драматург, автор готического романа «Монах» (1796).

## Биография и творчество
Мэтью Льюис родился в Лондоне в семье известных людей: отец его был крупным политическим деятелем, а мать имела значение при дворе. Льюис получает отличное образование — он обучается в Вестминстерской школе и колледже Крайст-Чёрч в Оксфорде.
Так как родители ему прочили дипломатическую карьеру, Мэтью проводил все свои каникулы за границей, изучая языки.
В 1792 году Мэтью Льюис путешествует по Германии, собирает местный фольклор. Здесь он знакомится с видными представителями немецкой культуры, романтиками.
В 1794 году Льюис получает назначение в Гаагу на пост Британского атташе. Именно в Гааге он и создает свой первый роман «Монах». Здесь же и издает его, правда, анонимно.
С 1796 по 1800 годы заседает в Британском Парламенте, но вместе с тем пишет много пьес, стихов, заводит знакомство с Байроном, Скоттом, Шелли.
С 1799 по 1808 года выходят известные сборники Льюиса — «Ужасные повести» в 1799, «Волшебные повести» в 1802 и «Романтические повести» в 1808 году.
В 1815 году Мэтью Грегори Льюис поднимает хозяйственность на Ямайке. Самое значительное — он отменил рабство на плантациях Ямайки. Также, благодаря ему, были усовершенствованы орудия труда.
Именно на Ямайке Льюис заболевает жёлтой лихорадкой, от которой впоследствии умирает по пути на родину в 1818 году.

## Изображения